# Chionanthus albidiflorus
Chionanthus albidiflorus (sin. Linociera albidiflora (Thwaites) C.B.Clarke) es una especie de planta de flores perteneciente a la familia Oleaceae. Es endémica de  Sri Lanka.
Algunos autores le tratan en el género segregado  Linociera, aunque no difiere de Chionanthus en otras características que la persistencia de sus hojas y no en diferencias taxonómicas.

## Sinonimia
- Linociera albidiflora (Thwaites) C.B.Clarke in J.D.Hooker, Fl. Brit. India 3: 608 (1882).
- Chionanthus malabaricus var. albidiflorus (Thwaites) Panigrahi, Proc. Indian Sci. Congr. Assoc. 69(3): 120 (1982).
- Chionanthus leprocarpus Thwaites, Enum. Pl. Zeyl.: 189 (1860).
- Chionanthus rostratus Thwaites, Enum. Pl. Zeyl.: 189 (1860), nom. illeg.
- Chionanthus courtallensis Bedd., Fl. Sylv. S. India: 155 (1871).
- Linociera albidiflora var. rostrata C.B.Clarke in J.D.Hooker, Fl. Brit. India 3: 608 (1882).
- Linociera leprocarpa (Thwaites) C.B.Clarke in J.D.Hooker, Fl. Brit. India 3: 608 (1882).
- Linociera leprocarpa var. courtallensis (Bedd.) C.B.Clarke in J.D.Hooker, Fl. Brit. India 3: 609 (1882).
- Linociera rostrata C.B.Clarke in J.D.Hooker, Fl. Brit. India 3: 608 (1882), nom. illeg.
- Mayepea leprocarpa (Thwaites) Kuntze, Revis. Gen. Pl. 2: 412 (1891).
- Mayepea rostrata Kuntze, Revis. Gen. Pl. 2: 412 (1891).
- Chionanthus axillaris var. rostrata (C.B.Clarke) K.K.N.Nair & K.P.Janardh., J. Bombay Nat. Hist. Soc. 78: 330 (1981).
- Chionanthus leprocarpus var. courtallensis (Bedd.) K.K.N.Nair & K.P.Janardh., J. Bombay Nat. Hist. Soc. 78: 330 (1981).
- Chionanthus zeylanicus var. rostratus (C.B.Clarke) Panigrahi, Proc. Indian Sci. Congr. Assoc. 69(3): 120 (1982).[3]